# پ زد ال ت اس-۸ بیس
پ زد ال ت اس-۸ بیس (به لهستانی: PZL TS-8 Bies) یک هواگرد ملخ‌پیشین تک‌موتوره از نوع هواپیمای آموزشی ساخت شرکت WSK PZL-Mielec است. هواگرد تی‌اس-۸ بیس نخستین پروازش را در ۲۳ ژوئیه ۱۹۵۵ میلادی انجام داد. این هواگرد در سال ۱۹۵۷ میلادی رسماً معرفی گردید و در سال‌های ۱۹۵۷–۱۹۶۰ تولید شده است. در مجموع، تعداد ۲۵۱ فروند از این هواگرد ساخته شده است.